# M63 (galaxie)
Pour les articles homonymes, voir M63.
M63 (NGC 5055) est une galaxie spirale relativement rapprochée et située dans la constellation des Chiens de chasse. Sa vitesse par rapport au fond diffus cosmologique est de 704 ± 14 km/s, ce qui correspond à une distance de Hubble de 10,39 ± 0,76 Mpc (∼33,9 millions d'al).
La classe de luminosité de M63 est II-III et elle présente une large raie HI. Elle renferme également des régions d'hydrogène ionisé. De plus, c'est une galaxie LINER, c'est-à-dire une galaxie dont le noyau présente un spectre d'émission caractérisé par de larges raies d'atomes faiblement ionisés.
La luminosité de la galaxie NGC 5055 dans l'infrarouge lointain (de 40 à 400 µm)  est égale à 1,02 × 1010 {\displaystyle L_{\odot }} (1010,01{\displaystyle L_{\odot }}) et sa luminosité totale dans l'infrarouge (de 8 à 1 000 µm) est de 1,23 × 1010 {\displaystyle L_{\odot }} (1010,09{\displaystyle L_{\odot }}).

## Distance de M63
Cette galaxie est trop rapprochée du Groupe local et on ne peut utiliser son décalage vers le rouge pour déterminer sa distance. Mais, à ce jour, 27 mesures non basées sur le décalage vers le rouge (redshift) donnent une distance de 7,711 ± 1,582 Mpc (∼25,2 millions d'al).

## Histoire
M63 a été découverte par l'astronome français Pierre Méchain en 1779. Charles Messier a confirmé cette observation le même jour et il l'a inscrite à son catalogue comme M63. On lui donne parfois le nom de galaxie du Tournesol. Sa structure en spirale fut l'une des premières spirales reconnues comme telles par Lord Rosse qui la cite comme l'une de 14 nébuleuses spirales découvertes à cette époque (1850).

## Supernova
La supernova SN 1971I a été découverte dans M63 le 24 mai 1971 par un dénommé Jolly Clark. Cette supernova était de type Ia.

## Groupe de M51 et de M101
Selon A.M. Garcia, la galaxie M63 (NGC 5055) fait partie d'un groupe de galaxies qui compte au moins 10 membres, le groupe de M51. Les autres membres du New General Catalogue de ce groupe sont NGC 5023, M51 (NGC 5194), NGC 5195, NGC 5229, IC 4263, UGC 8215, UGC 8308, UGC 8320 et UGC 8331.
D'autre part, dans un article publié en 1998, Abraham Mahtessian indique que M51 fait partie d'un groupe plus vaste qui compte plus de 80 galaxies, le groupe de M101. Plusieurs galaxies de la liste de Mahtessian se retrouvent également dans d'autres groupes décrit par A.M. Garcia, soit le groupe de NGC 3631, le groupe de NGC 4051, le groupe de M109 (NGC 3992), le groupe de NGC 4051, le groupe de M106 (NGC 4258) et le groupe de NGC 5457.
Plusieurs galaxies de ces six groupes de Garcia ne figurent pas dans la liste du groupe de M101 de Mahtessian. Il y a plus de 120 galaxies différentes dans les listes des deux auteurs. Puisque la frontière entre un amas galactique et un groupe de galaxie n'est pas clairement définie (on parle de 100 galaxies et moins pour un groupe), on pourrait qualifier le groupe de M101 d'amas galactique contenant plusieurs groupes de galaxies.

## Amas de la Grande Ourse et superamas de la Vierge
Les groupes de M101 et de M51 dont partie de l'amas de la Grande Ourse, l'un des amas galactiques du superamas de la Vierge.

## Galerie

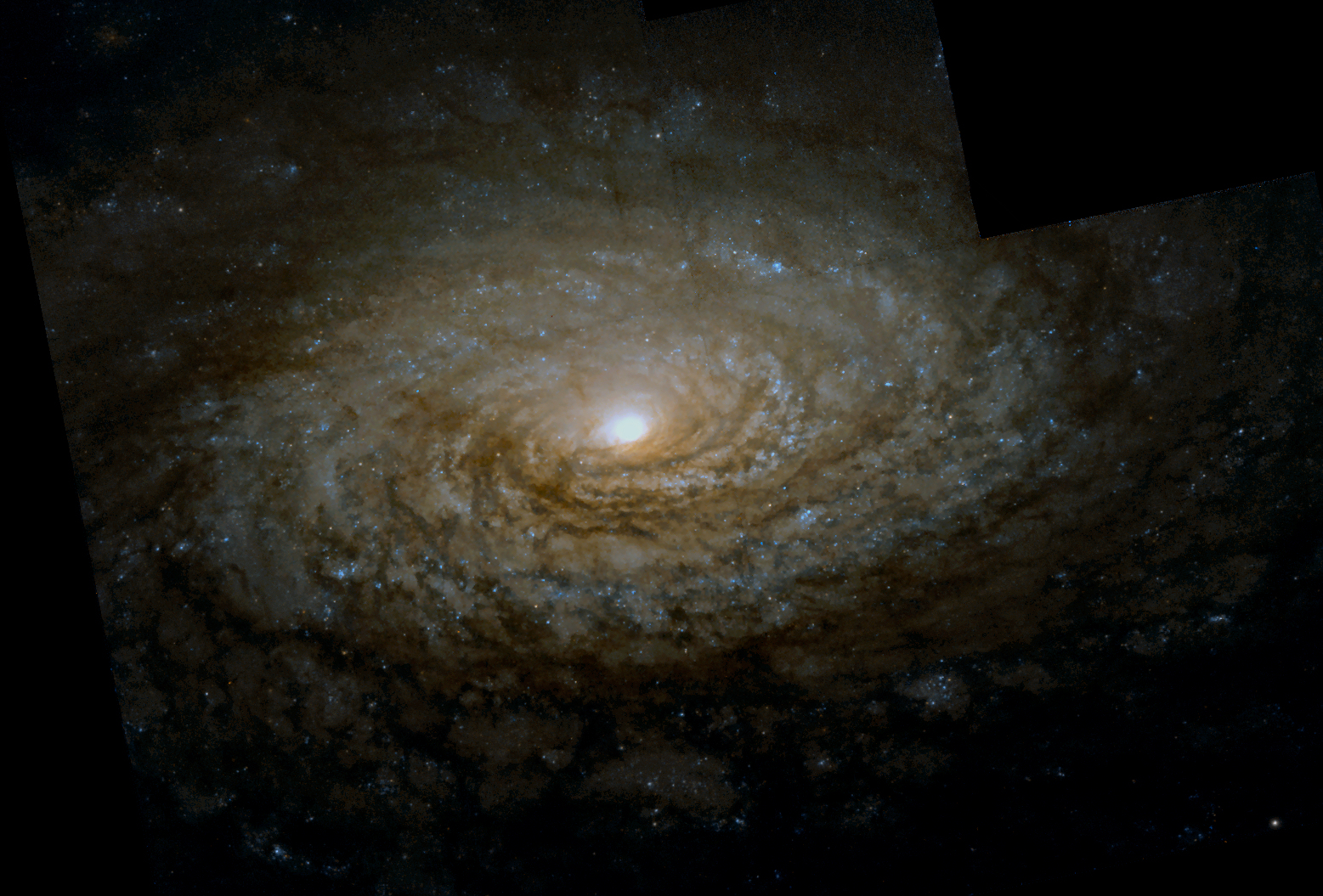
M63 par le télescope spatial Hubble.
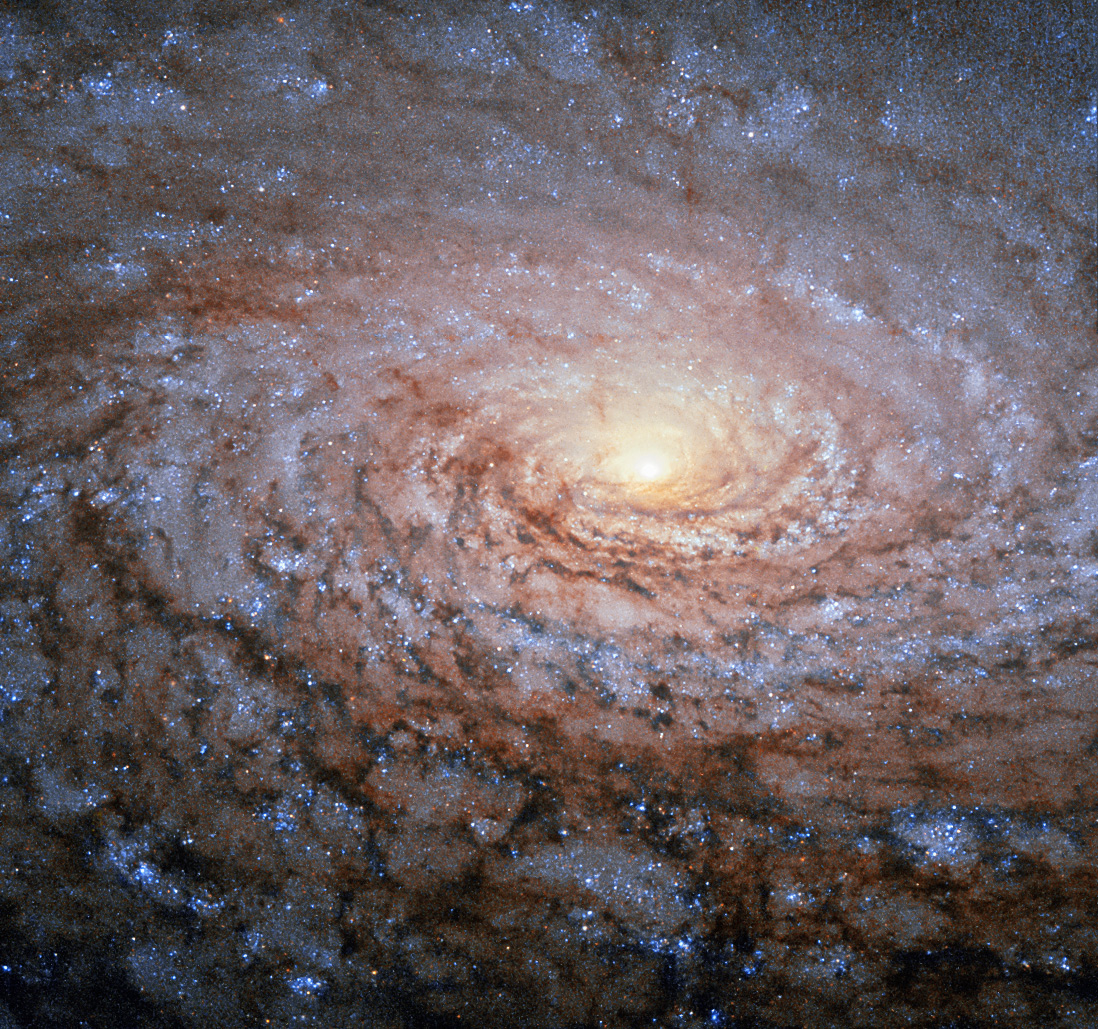
Le centre de M63 par le télescope spatial Hubble.
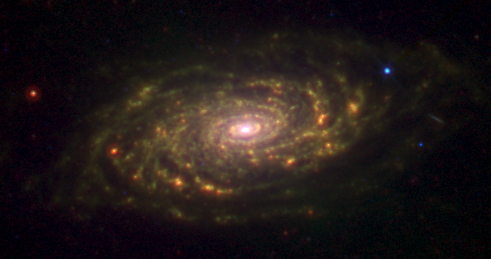
M63 en infrarouge par le télescope spatial Spitzer.
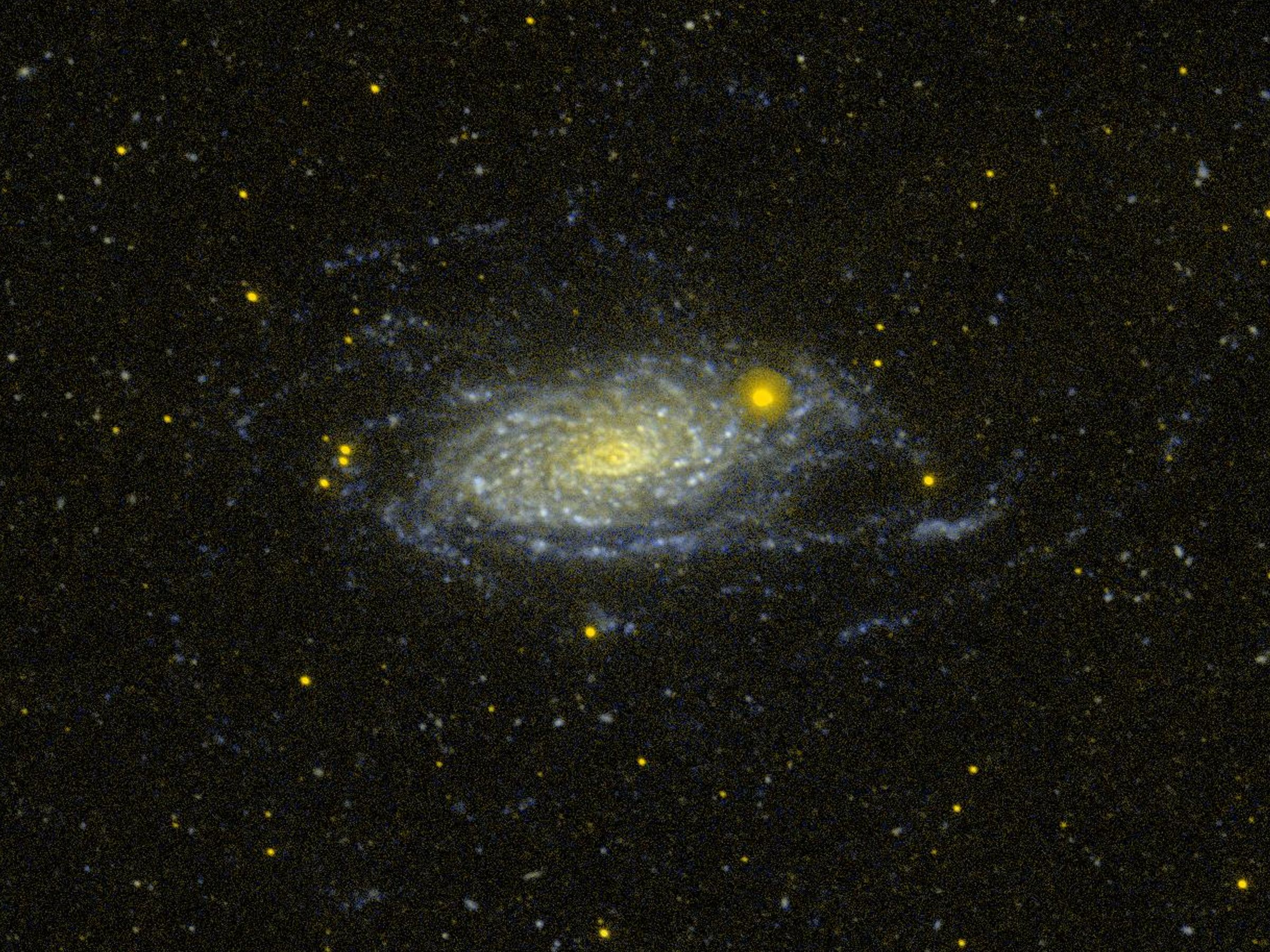
M63 en ultraviolet (GALEX).
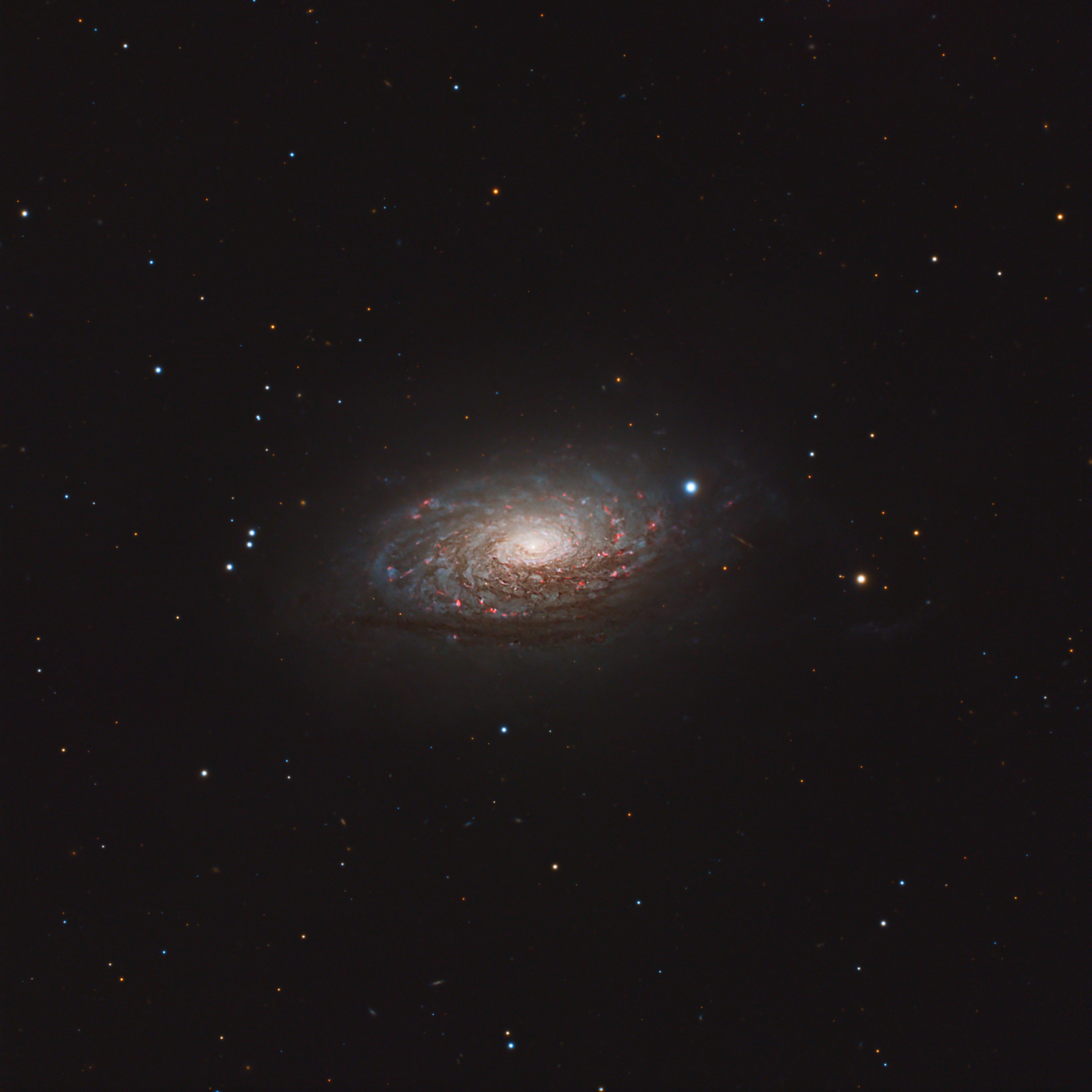
La galaxie du tournesol M 63 prise depuis la France par l'astrophotographe amateur Anthony MICHEL